# Bahnstrecke Nürnberg Nordost–Gräfenberg
| |                                                             |                                           |                                           |
| Streckennummer (DB): | 5920                                                        |                                           |                                           |
| Kursbuchstrecke (DB): | 821                                                         |                                           |                                           |
| Kursbuchstrecke: | 414e (1946)                                                 |                                           |                                           |
| Streckenlänge: | 27,878 km                                                   |                                           |                                           |
| Spurweite: | 1435 mm (Normalspur)                                        |                                           |                                           |
| Streckenklasse: | C2 (Nürnberg Nordost – Eschenau) B1 (Eschenau – Gräfenberg) |                                           |                                           |
| Maximale Neigung: | 20 ‰                                                        |                                           |                                           |
| Minimaler Radius: | 250 m                                                       |                                           |                                           |
| Streckengeschwindigkeit: | 80 km/h                                                     |                                           |                                           |
| |                                                             |                                           |                                           |
| \| \| \| von Nürnberg Großmarkt (Ringbahn) \| \| \| \| 0,150 \| Nürnberg Nordost \| 321 m \| \| \| \| nach Nürnberg Ost (Ringbahn) \| \| \| \| 0,593 \| nach Eichelberg \| nach Eichelberg \| \| \| 1,300 \| Äußere Bayreuther Straße (Bundesstraße 2) \| Äußere Bayreuther Straße (Bundesstraße 2) \| \| \| 2,300 \| Anst Nürnberg-Ziegelstein \| 319 m \| \| \| \| Ladestelle Nürnberg-Ziegelstein \| \| \| \| 2,900 \| Ziegelstein (bis 1926) \| Ziegelstein (bis 1926) \| \| \| 4,300 \| Nürnberg-Buchenbühl (1926–1983) \| 333 m \| \| \| 4,800 \| Bundesautobahn 3 \| Bundesautobahn 3 \| \| \| \| Ladestelle Holzwerk Nürnberg \| \| \| \| 5,600 \| Nürnberg Nordost Holzwerk (Awanst) \| 339 m \| \| \| \| Gründlach \| \| \| \| 9,162 \| Heroldsberg \| 353 m \| \| \| 11,162 \| Heroldsberg Nord (seit 2002) \| 374 m \| \| \| 13,587 \| Kalchreuth (ehem. Bf) \| 410 m \| \| \| 16,360 \| Großgeschaidt \| 366 m \| \| \| 18,300 \| Brander Hauptstraße (Bundesstraße 2) \| Brander Hauptstraße (Bundesstraße 2) \| \| \| \| von Erlangen \| \| \| \| 18,710 \| Eschenau (Mittelfr) \| 340 m \| \| \| \| Gleisanschluss Miele \| \| \| \| 19,400 \| Eschenau (Mittelfr) Miele (Anst) \| 334 m \| \| \| 19,600 \| Bundesstraße 2 (seit 2008) \| Bundesstraße 2 (seit 2008) \| \| \| 21,077 \| Bundesstraße 2 \| Bundesstraße 2 \| \| \| 21,354 \| Forth (ehem. Bf) \| 324 m \| \| \| 21,700 \| Bundesstraße 2 \| Bundesstraße 2 \| \| \| 23,543 \| Rüsselbach \| 328 m \| \| \| 24,903 \| Igensdorf (Bf bis 1984) \| 335 m \| \| \| 26,433 \| Weißenohe \| 354 m \| \| \| 28,028 \| Gräfenberg \| 388 m \| \| \| \| \| \| \| Quellen: [1][2][3][4][5] \| \| \| \| |                                                             |                                           |                                           |
| Strecke |                                                             | von Nürnberg Großmarkt (Ringbahn)         | von Nürnberg Großmarkt (Ringbahn)         |
| Bahnhof | 0,150                                                       | Nürnberg Nordost                          | 321 m                                     |
| Abzweig geradeaus und ehemals nach rechts |                                                             | nach Nürnberg Ost (Ringbahn)              | nach Nürnberg Ost (Ringbahn)              |
| Abzweig geradeaus und ehemals nach rechts | 0,593                                                       | nach Eichelberg                           | nach Eichelberg                           |
| Strecke mit Straßenbrücke | 1,300                                                       | Äußere Bayreuther Straße (Bundesstraße 2) | Äußere Bayreuther Straße (Bundesstraße 2) |
| ehemalige Blockstelle | 2,300                                                       | Anst Nürnberg-Ziegelstein                 | 319 m                                     |
| Abzweig geradeaus und ehemals nach links |                                                             | Ladestelle Nürnberg-Ziegelstein           | Ladestelle Nürnberg-Ziegelstein           |
| ehemaliger Haltepunkt / Haltestelle | 2,900                                                       | Ziegelstein (bis 1926)                    | Ziegelstein (bis 1926)                    |
| ehemaliger Haltepunkt / Haltestelle | 4,300                                                       | Nürnberg-Buchenbühl (1926–1983)           | 333 m                                     |
| Strecke mit Straßenbrücke | 4,800                                                       | Bundesautobahn 3                          | Bundesautobahn 3                          |
| Abzweig geradeaus und ehemals von rechts |                                                             | Ladestelle Holzwerk Nürnberg              | Ladestelle Holzwerk Nürnberg              |
| ehemalige Blockstelle | 5,600                                                       | Nürnberg Nordost Holzwerk (Awanst)        | 339 m                                     |
| Brücke über Wasserlauf |                                                             | Gründlach                                 | Gründlach                                 |
| Bahnhof | 9,162                                                       | Heroldsberg                               | 353 m                                     |
| Haltepunkt / Haltestelle | 11,162                                                      | Heroldsberg Nord (seit 2002)              | 374 m                                     |
| Haltepunkt / Haltestelle | 13,587                                                      | Kalchreuth (ehem. Bf)                     | 410 m                                     |
| Haltepunkt / Haltestelle | 16,360                                                      | Großgeschaidt                             | 366 m                                     |
| Brücke | 18,300                                                      | Brander Hauptstraße (Bundesstraße 2)      | Brander Hauptstraße (Bundesstraße 2)      |
| Abzweig geradeaus und ehemals von links |                                                             | von Erlangen                              | von Erlangen                              |
| Bahnhof | 18,710                                                      | Eschenau (Mittelfr)                       | 340 m                                     |
| Abzweig geradeaus und ehemals von links |                                                             | Gleisanschluss Miele                      | Gleisanschluss Miele                      |
| ehemalige Blockstelle | 19,400                                                      | Eschenau (Mittelfr) Miele (Anst)          | 334 m                                     |
| Brücke | 19,600                                                      | Bundesstraße 2 (seit 2008)                | Bundesstraße 2 (seit 2008)                |
| Bahnübergang | 21,077                                                      | Bundesstraße 2                            | Bundesstraße 2                            |
| Haltepunkt / Haltestelle | 21,354                                                      | Forth (ehem. Bf)                          | 324 m                                     |
| Brücke | 21,700                                                      | Bundesstraße 2                            | Bundesstraße 2                            |
| Haltepunkt / Haltestelle | 23,543                                                      | Rüsselbach                                | 328 m                                     |
| Haltepunkt / Haltestelle | 24,903                                                      | Igensdorf (Bf bis 1984)                   | 335 m                                     |
| Haltepunkt / Haltestelle | 26,433                                                      | Weißenohe                                 | 354 m                                     |
| Kopfbahnhof Streckenende | 28,028                                                      | Gräfenberg                                | 388 m                                     |
| |                                                             |                                           |                                           |
| Quellen: |                                                             |                                           |                                           |

Die Bahnstrecke Nürnberg Nordost–Gräfenberg (Gräfenbergbahn) ist eine Nebenbahn in Bayern. Sie zweigt im Bahnhof Nürnberg Nordost von der Ringbahn Nürnberg ab und führt über Heroldsberg, Kalchreuth und Eschenau nach Gräfenberg. Die Strecke gilt als gelungenes Referenzprojekt für die Revitalisierung stilllegungsbedrohter Nebenstrecken. Die Zahl der Fahrgäste pro Tag stieg von 1.470 (2000) auf zunächst 3.340 (2003) und liegt mittlerweile bei rund 5.000 (2018).

## Geschichte
Vorläufer der Bahnstrecke war eine Omnibuslinie von Nürnberg-Plärrer über den Hallplatz und Maxfeld nach Heroldsberg, der Ersten Bayerischen Motor-Omnibuslinien-Gesellschaft m.b.H, die am 19. März 1903 im Handelsregister eingetragen wurde. Diese Linie wurde am 23. Mai 1903 eröffnet. Im Dezember 1903 schloss die Gesellschaft einen Vertrag mit der Postverwaltung über die Brief- und Paketbeförderung nach Eschenau. Am 1. Januar 1904 wurden die ersten Postsendungen transportiert, allerdings war das Postaufkommen derart umfangreich, dass Fahrgäste nicht mehr befördert werden konnten. Deshalb wurde die Postbeförderung am 1. Oktober 1905 wieder eingestellt und die Omnibus-Gesellschaft am 22. September 1905 aufgelöst. Ludwig Maurer, Nürnbergs erster und einziger Automobilfabrikant (Maurer-Union) sowie Betreiber und Liquidator der Strecke, bediente die Linie noch bis 1906.
Der Streckenbau begann bereits 1904. Am 1. Februar 1908 konnten die Königlich Bayerischen Staats-Eisenbahnen den Verkehr von Nürnberg Nordost bis Heroldsberg aufnehmen. Nachdem die Strecke am 1. Mai 1908 bis Eschenau verlängert worden war, bestand Anschluss an die bereits am 12. November 1886 eröffnete Bahnstrecke Erlangen–Eschenau(–Gräfenberg). 1926 wurde der Haltepunkt Ziegelstein nach Verlängerung der Straßenbahn in den heutigen Nürnberger Stadtteil Ziegelstein aufgegeben.
Im Sommerfahrplan 1939 waren werktags sieben Personenzugpaare verzeichnet, sonntags acht. Weitere Züge verkehrten nur zwischen Nürnberg Nordost und Heroldsberg oder Eschenau. Ein weiteres Zugpaar war von Erlangen über Eschenau nach Gräfenberg durchgebunden. Die Reisezeit von Nürnberg Nordost nach Gräfenberg betrug etwa eine Stunde, was einer Reisegeschwindigkeit von ungefähr 28 km/h entspricht.

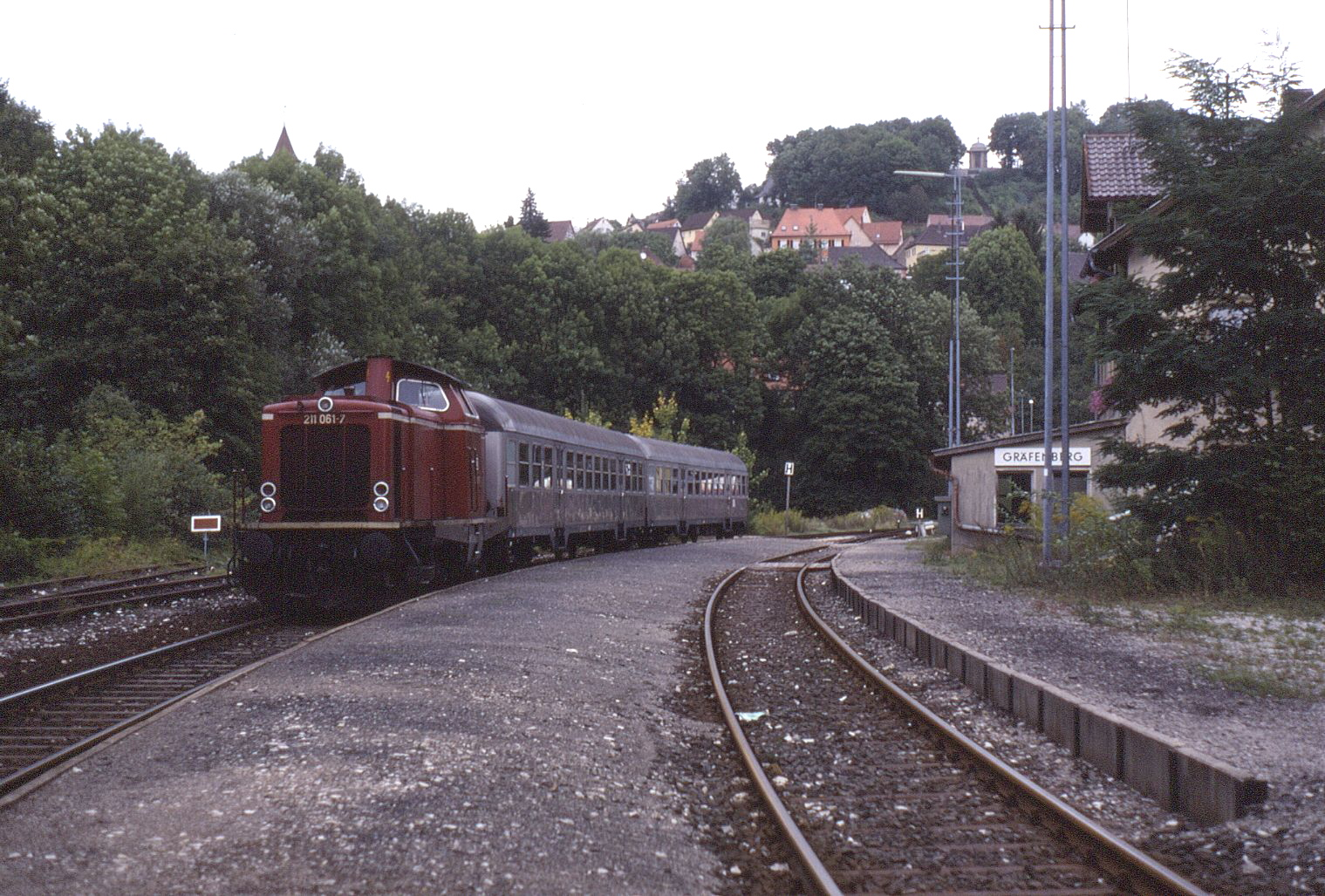
Nahverkehrszug im Endbahnhof Gräfenberg (1991)

In den letzten Jahrzehnten des 20. Jahrhunderts wurde der Verkehr auf der Gräfenbergbahn zunächst stark reduziert. So verkehrten 1983 nur noch fünf Zugpaare täglich. Der Wochenendverkehr wurde dreimal täglich von der Omnibusverkehr Franken im Schienenersatzverkehr durchgeführt. Nach Fertigstellung der U-Bahn-Station Nordostbahnhof wurde beschlossen, das Angebot stark auszuweiten und die Bahnstrecke im Jahr 1998 für rund 27 Millionen Euro modernisiert. Sie wird seitdem im signalisierten Zugleitbetrieb (SZB) der Bauform Sig L 90 von einem elektronischen Bedienplatz in Heroldsberg bedient. Nach zwei Jahren Bauzeit wurde der Zugbetrieb am 10. September 1999 wieder aufgenommen und im Sommer 2001 komplett – für 11 Millionen Euro – auf neue Triebwagen der Baureihe 642 umgestellt. Seit 2003 verkehren die Züge auch am Wochenende im Stundentakt.
Seit dem Bau des zusätzlichen Haltepunktes Heroldsberg Nord in Zusammenhang mit der Neuansiedlung des Unternehmens Schwan-Stabilo in Heroldsberg wird die Strecke seit August 2002 vermehrt von Pendlern aus Richtung Nürnberg genutzt.
Die Leistungen auf der Strecke wurden 2005 von der Bayerischen Eisenbahngesellschaft als Teil des „Dieselnetzes Nürnberg“ für zehn Jahre ausgeschrieben. Die Deutsche Bahn erhielt im März 2006 den Zuschlag und fuhr ab dem 14. Dezember 2008 unter dem Namen „Mittelfrankenbahn“ mit neuen Triebwagen der Baureihe 648. Seit dem Fahrplanwechsel zum 13. Dezember 2009 verkehren wieder Dieseltriebzüge der Baureihe 642.
Mitte August 2007 wurde der Fahrdienstleiter-Arbeitsplatz der Gräfenbergbahn vom Bahnhof Heroldsberg in den Bahnhof Zirndorf an der Bahnstrecke Fürth–Cadolzburg verlegt.
Eine Verlängerung der Regionalbahnlinie R21 über die Ringbahn nach Fürth Hbf und eine Durchbindung auf die Rangaubahn nach Cadolzburg wurde von der Bayerischen Eisenbahngesellschaft 2017 geprüft und als unwirtschaftlich eingestuft.
Seit Dezember 2015 ist das Stellwerk in Heroldsberg wieder besetzt.
Zur Verbesserung der Zuverlässigkeit und Streckenbeschaffenheit will die Deutsche Bahn bis ins Jahr 2020 rund 10 Millionen Euro investieren. Im Herbst 2019 wurden im Rahmen dieser Maßnahmen zwei alte Eisenbahnbrücken am Demmerweg und am Schleifweg in Heroldsberg durch Neubauten ersetzt. Die Finanzierung einer notwendigen Modernisierung des Stellwerkes in Heroldsberg mit rund 20 Millionen Euro stehen noch aus.
Die Strecke zählt zu den bayerischen Strecken, für die bis 2029 im Rahmen der Leistungs- und Finanzierungsvereinbarung III nicht näher genannte „Streckenertüchtigungen und -beschleunigungen“ vorgesehen sind. Von Oktober bis Dezember 2024 wurde die Strecke teilerneuert, hierbei wurden rund 3000 Meter Gleis und elf Weichen ausgetauscht.

## Streckenbeschreibung

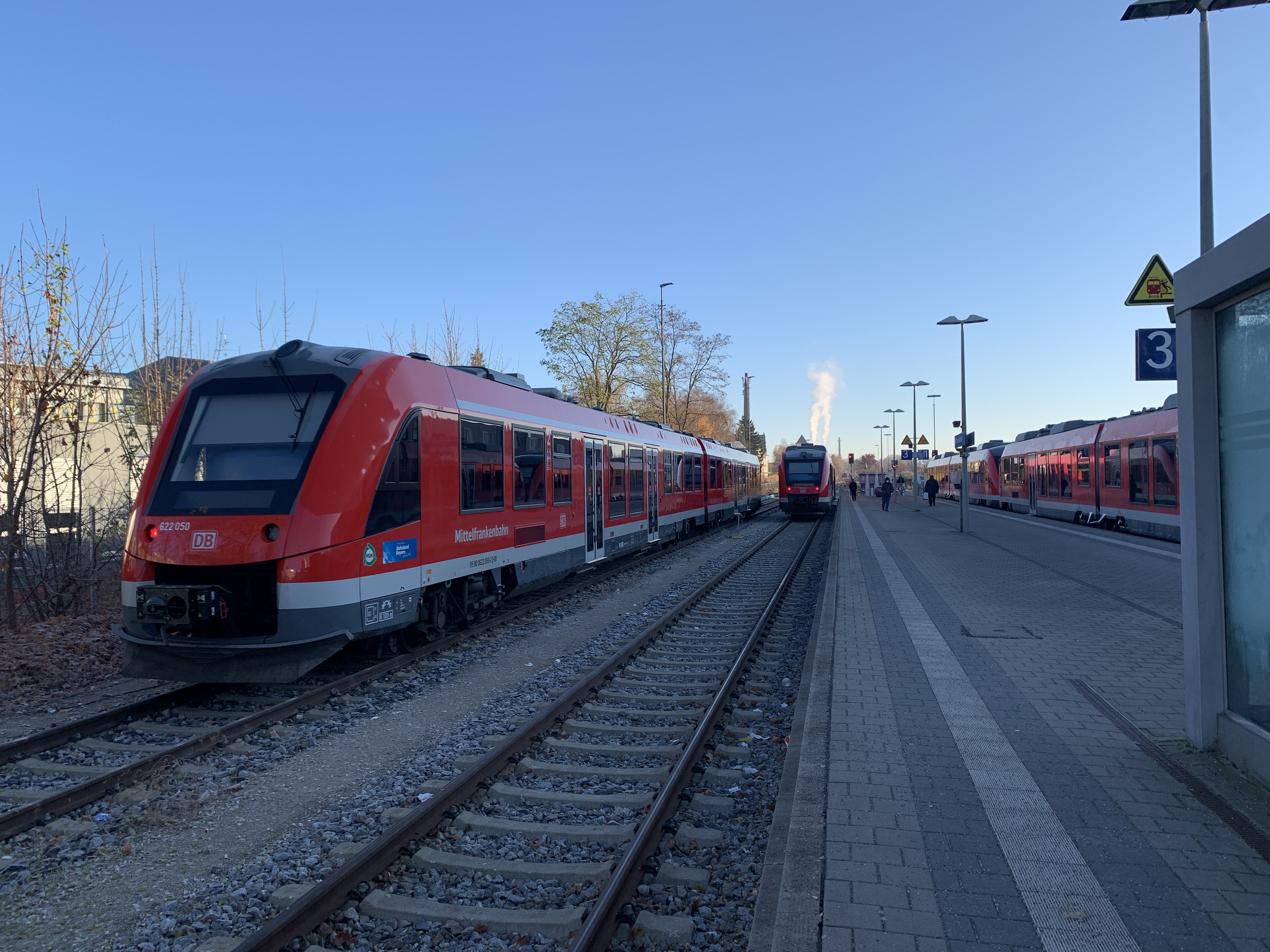
Bahnhof Nürnberg Nordost (2021)

Die Fahrzeit für die gesamte eingleisige Strecke beträgt etwa 40 Minuten. In Eschenau und Heroldsberg begegnen sich die Züge. Zu den Hauptverkehrszeiten wird die maximale Kapazität der Strecke mit je einem Zug in jedem der drei Streckenabschnitte ausgeschöpft. Dabei verkehrt einer der drei Züge nachmittags nur zwischen Nürnberg und Eschenau, was auf diesem Abschnitt jedoch nur einen „krummen“ 31-Minuten-Takt ermöglicht. Zudem werden von diesen Zügen einige Haltepunkte nicht bedient.
Eine Besonderheit der Strecke ist, dass der öffentliche Personenverkehr – bis auf kurzzeitige Ausnahmen – im Inselbetrieb durchgeführt wird. Die Verknüpfung mit den anderen Nürnberger Bahnhöfen erfolgte früher durch die Straßenbahn und heute durch die U-Bahn am U-Bahnhof Nordostbahnhof. Der Ausgangsbahnhof Nürnberg Nordost war früher ein Knotenpunkt an der Nürnberger Ringbahn. Nach Osten zweigte bis zur Stilllegung am 31. Mai 1992 eine Strecke zum Bahnhof Nürnberg Ost an der Bahnstrecke Nürnberg–Cheb ab, eine zweite Strecke führte bis 1980 durch den Reichswald bis zur Blockstelle Eichelberg zwischen Nürnberg-Erlenstegen und Behringersdorf an der gleichen Strecke. In Richtung Westen besteht noch der Anschluss an diese Ringbahn, auf der über den Güterbahnhof Nürnberg Nord von Fürth die Fahrzeuge für die Gräfenbergbahn zugeführt werden.
Das historische Bahnhofsgebäude in Kalchreuth steht unter Denkmalschutz und wurde ab 2002 restauriert. Heute ist darin ein kleines Theater untergebracht. Der Modellbahnhersteller Busch brachte davon 2024 ein Modell in der Nenngröße H0 auf den Markt.
Der ehemalige Lokomotivschuppen in Eschenau wurde renoviert und wird vom Verein Eschenauer Kulturlokschuppen „Seku“ unterhalten.
Im Endbahnhof Gräfenberg besteht über das mit Weichenschlössern gesicherte Umfahrgleis die Möglichkeit, Wagengarnituren mit Lokomotiven zu umfahren. An einer Wasserentnahmestelle können Dampflokomotiven versorgt werden.

## Fahrzeugeinsatz
In den ersten Betriebsjahren ab dem Jahr 1906 prägten die bayerischen Dampflokomotiv-Baureihen DXI und GtL 4/4 mit bayerischen Lokalbahnwagen den Betrieb.
Nach der Gründung der Deutschen Reichsbahn (DR) im Jahr 1920 wurden die Lokomotiven GtL 4/4 als Baureihe 988 geführt und es kam zusätzlich Wagenmaterial der ehemaligen preußischen als auch badischen Bahnen zum Einsatz. Ergänzt wurde der Wagenpark durch Donnerbüchsen der Deutschen Reichsbahn. Ab 1932 setzte die Reichsbahn zur Verkürzung der Fahrzeiten auch Triebwagen ein, beispielsweise Dieseltriebwagen VT 135
In den 1950er Jahren wurden auch Uerdinger Schienenbusse der Baureihe VT 95 eingesetzt. Die Länderbahn-Wagen waren bis zum Ende der 1950er Jahre anzutreffen. Ab dann kamen vermehrt dreiachsige, später vierachsige Umbauwagen der Deutschen Bundesbahn zum Einsatz. Einzelne Zugleistungen wurden auch von Dieseltriebwagen der Reihe VT 70 übernommen.
Die bayerischen Lokalbahnlokomotiven wurden von der Baureihe 86, in einigen Fällen auch Baureihe 64 auf der Strecke abgelöst. Mit dem Fahrplanwechsel 30. September 1965 endete der planmäßige Dampflokomotivbetrieb.
Die damals neuentwickelte Diesellokomotive der Baureihe V 100 (Baureihen 211, 212) übernahm die Personenzugleistungen, während die Baureihen V 60 (260) und die V 90 (290) den Güterverkehr abwickelten. Ende der 1960er Jahre fuhr vereinzelt auch die Triebwagenbaureihe VT 24 (624), sowie ab 1971 die Baureihe 614. Vereinzelt kamen für sogenannte Werksprobefahrten der MAN auch Schienenbusse zum Einsatz, wie z. B. im Februar 1960 ein MAN-Schienenbus des Typs VT 4.
Der Einsatz der Umbauwagen endete in den 1980er Jahren, n-Wagen bildeten ab dann bis in das Jahr 2001 zwei- bis vierteilige Züge. Selten kamen Ende der 1990er Jahre auch ehemalige Schnellzugwagen der Bauart UIC-X zum Einsatz, die in ihren letzten Betriebsjahren auch im Regionalverkehr anzutreffen waren. Nach der Schließung der Vereinigten Papierwerke in Heroldsberg (1993) und dem Ende des Miele-Werkes in Eschenau (2001) endete der Güterverkehr.
Nach der Instandsetzung der Strecke im Jahr 2000 wurden die Züge mit je zwei Diesellokomotiven der Baureihen 211, 212 oder 213 sowie drei bis vier n-Wagen gebildet. Damit die Anfahrt- sowie Reisegeschwindigkeit, die der neue Fahrplan nach der Streckensanierung vorgab, eingehalten werden konnte, fand sich je eine Lokomotive am vorderen sowie hinteren Teil des Zuges und formte eine sogenannte Sandwich-Garnitur. Die Gräfenbergbahn gehörte zu den letzten Einsatzgebieten der Baureihe V 100 in Deutschland.
2001 stellte die Deutsche Bahn den Fahrzeugeinsatz komplett auf Dieseltriebwagen der Baureihe 642 um. Ab dem Fahrplanwechsel im Dezember 2020 wurden diese schrittweise durch Fahrzeuge der Baureihen 622 und 648 ersetzt.

## Kritik und Zukunft
Auf der Strecke kommt es immer wieder zu größeren Betriebsstörungen. Etwa 30 größere Zwischenfälle habe es laut Deutscher Bahn allein in den ersten elf Monaten des Jahres 2017 gegeben. 15 davon gingen auf externe Einflüsse wie Unfälle an Bahnübergängen zurück, etwa zehn auf Fahrzeugschäden und der Rest auf Probleme mit der Infrastruktur. Ein Sprecher der Deutschen Bahn äußerte, bei der Sanierung der Nebenbahn im Jahr 1998 hätte vermutlich mehr investiert werden müssen. Nach Häufung der Zwischenfälle auch im Jahr 2018 bezeichnen Politiker die Strecke als „Pannenbahn“.
Die Störungsanfälligkeit und deren Auswirkungen auf Anwohner, Berufstätige, Schüler und Schülerinnen ist auch Inhalt eines satirischen Beitrages der Sendung quer im Bayerischen Rundfunk. Die Süddeutsche Zeitung spricht von „Pendeln wie im 19. Jahrhundert.“
Mit einer Online-Petition fordern rund 5.600 Personen (Stand: April 2020) eine Generalsanierung und Elektrifizierung der Strecke.
Im Dezember 2018 kündigte die Deutsche Bahn Millioneninvestitionen an, um die Zuverlässigkeit auf der Strecke zu erhöhen. Hierzu wurde ein Fünf-Stufen-Plan präsentiert. Eine Elektrifizierung wird zu diesem Zeitpunkt ausgeschlossen.
Im November 2020 sprach sich die Stadt Gräfenberg für eine Erweiterung der Stadt-Umland-Bahn (StUB) von Erlangen durch das Schwabachtal bis nach Eckental aus. Dort soll die neue Strecke auf die Gräfenbergbahn stoßen.
Im Oktober 2024 erklärte eine Studie des bayerischen Verkehrsministeriums einen Ausbau zur S-Bahn mit Elektrifizierung und Durchbindung nach Fürth für rentabel. Ein Ideenpapier des Fahrgastverbandes Pro Bahn schlägt eine neue Direktverbindung im 30-Minuten-Takt zwischen Cadolzburg über Fürth und die Ringbahn bis nach Gräfenberg vor.

## Galerie

### Bahnstrecke und Bauwerke

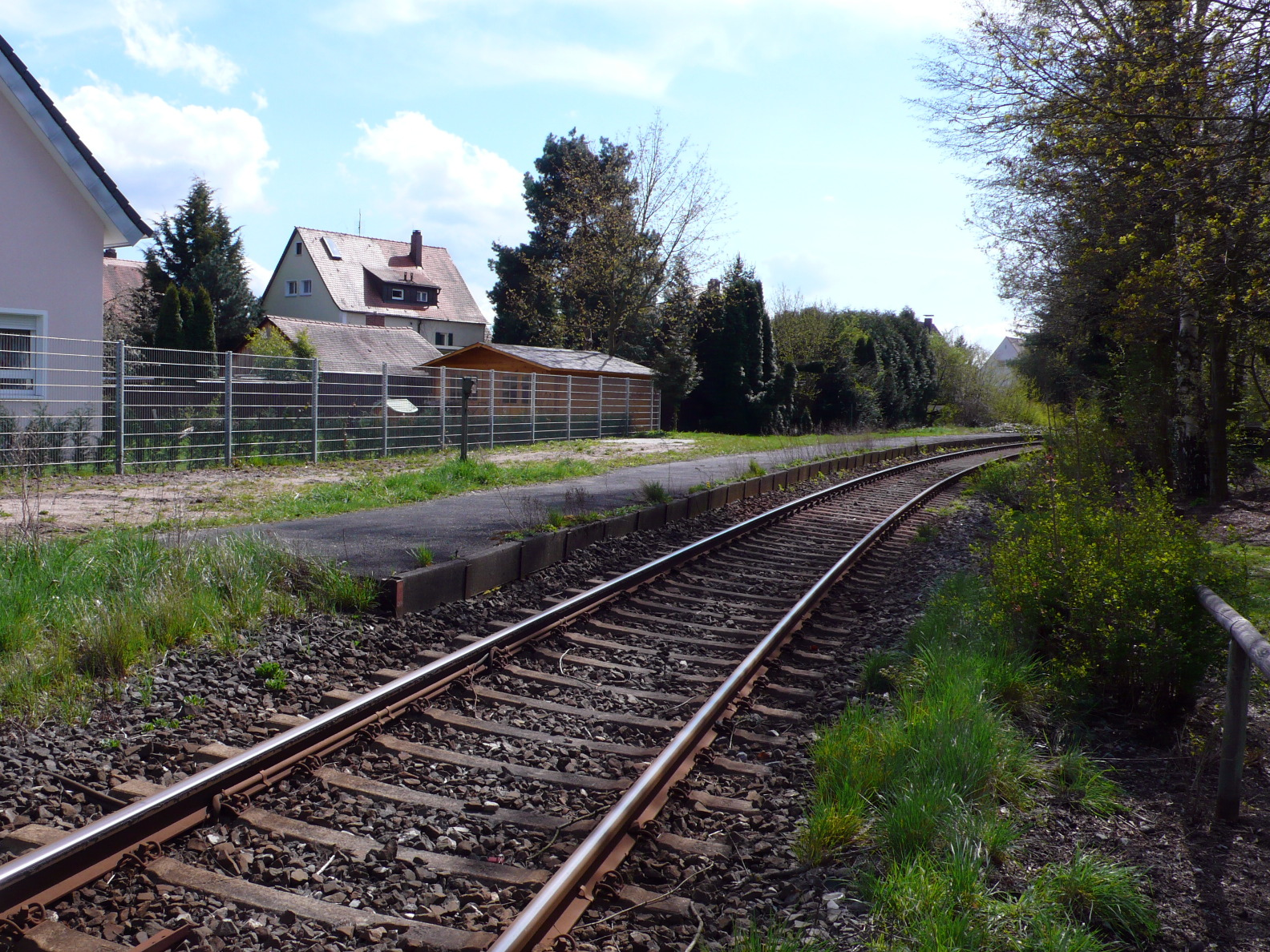
Ehemaliger Haltepunkt Nürnberg-Buchenbühl
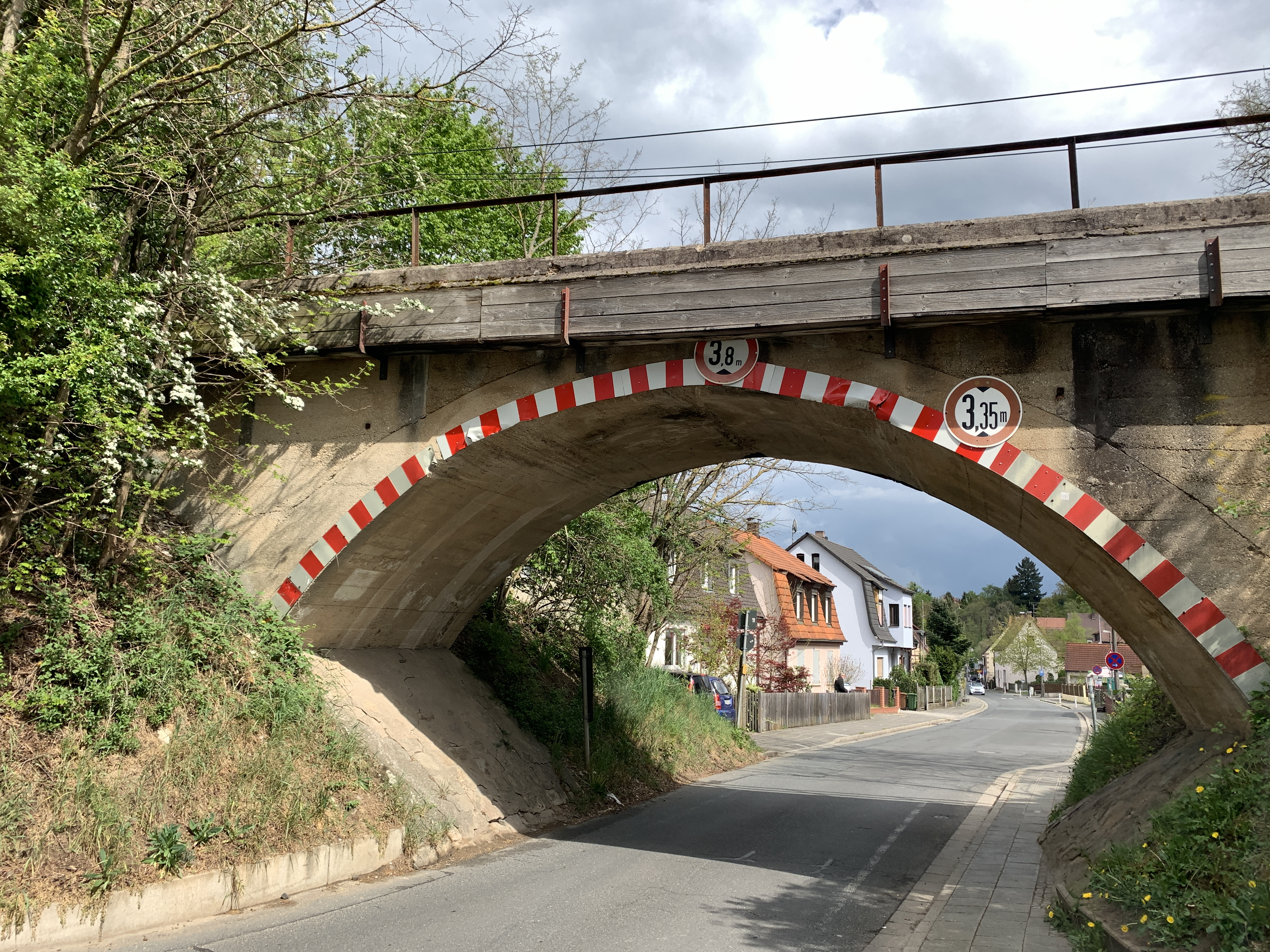
Ehemalige Bahnbrücke Kohlengasse Heroldsberg (Baujahr 1908)
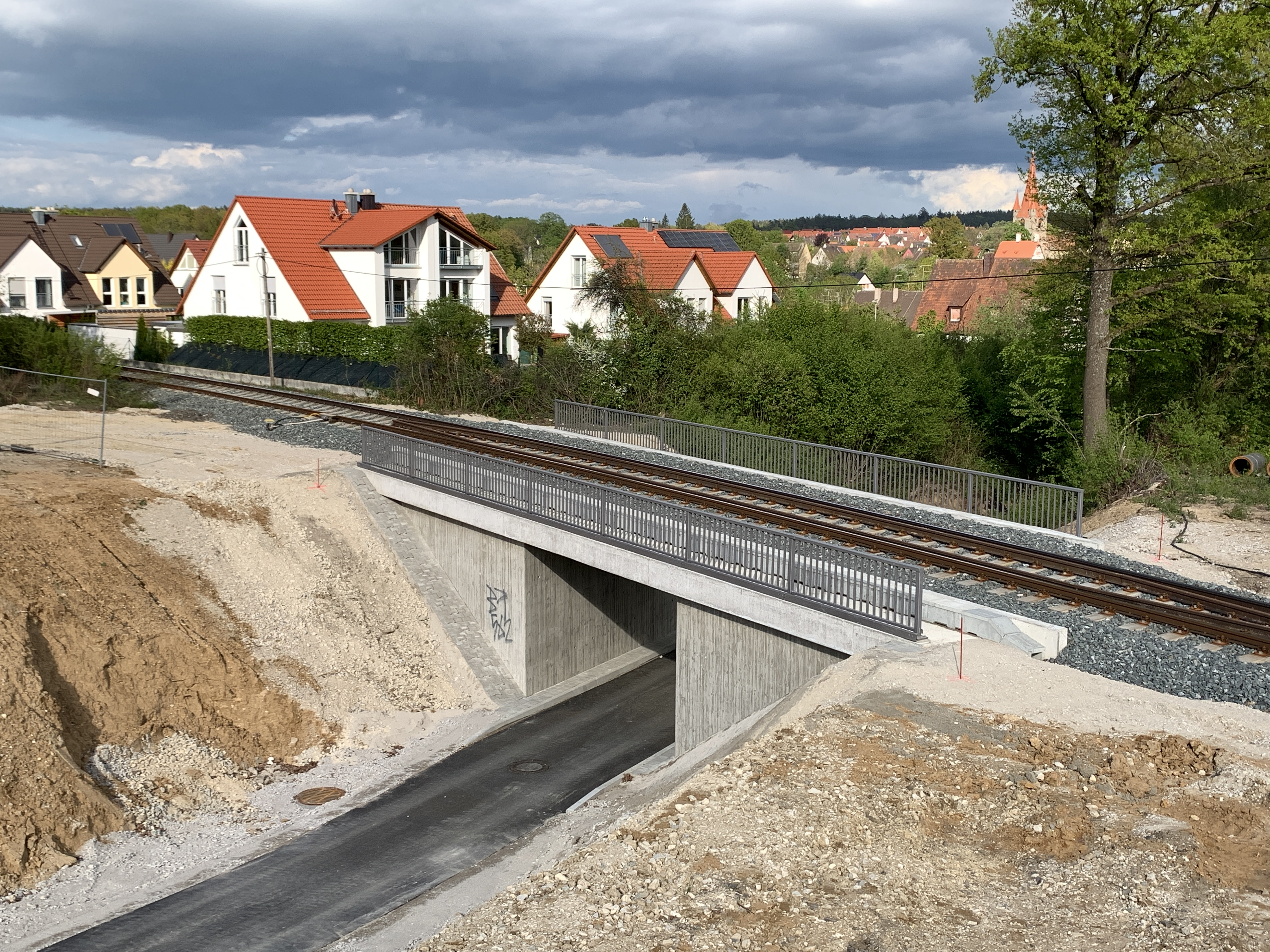
Bahnbrücke Demmerweg Heroldsberg (Baujahr 2019)
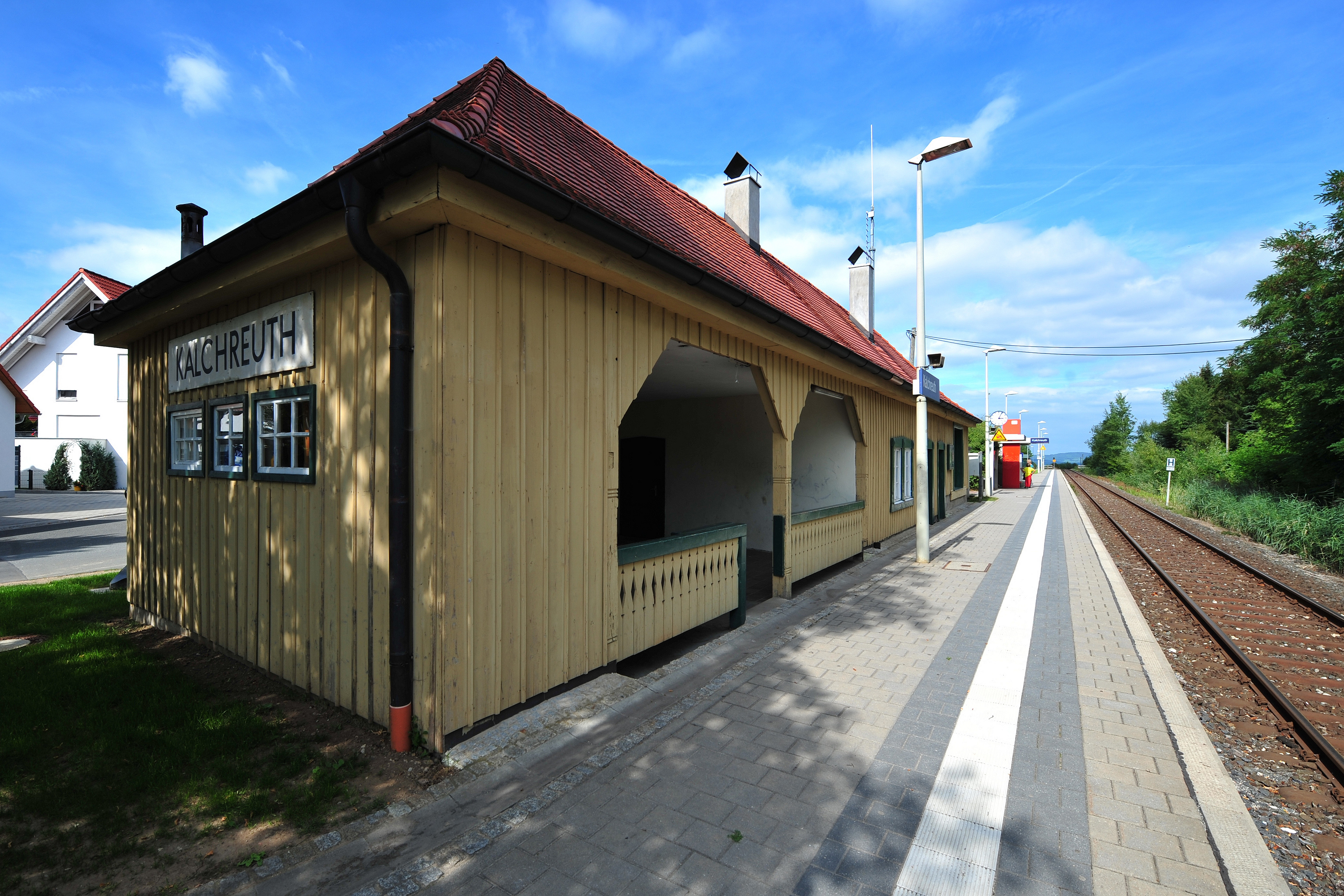
Haltepunkt Kalchreuth
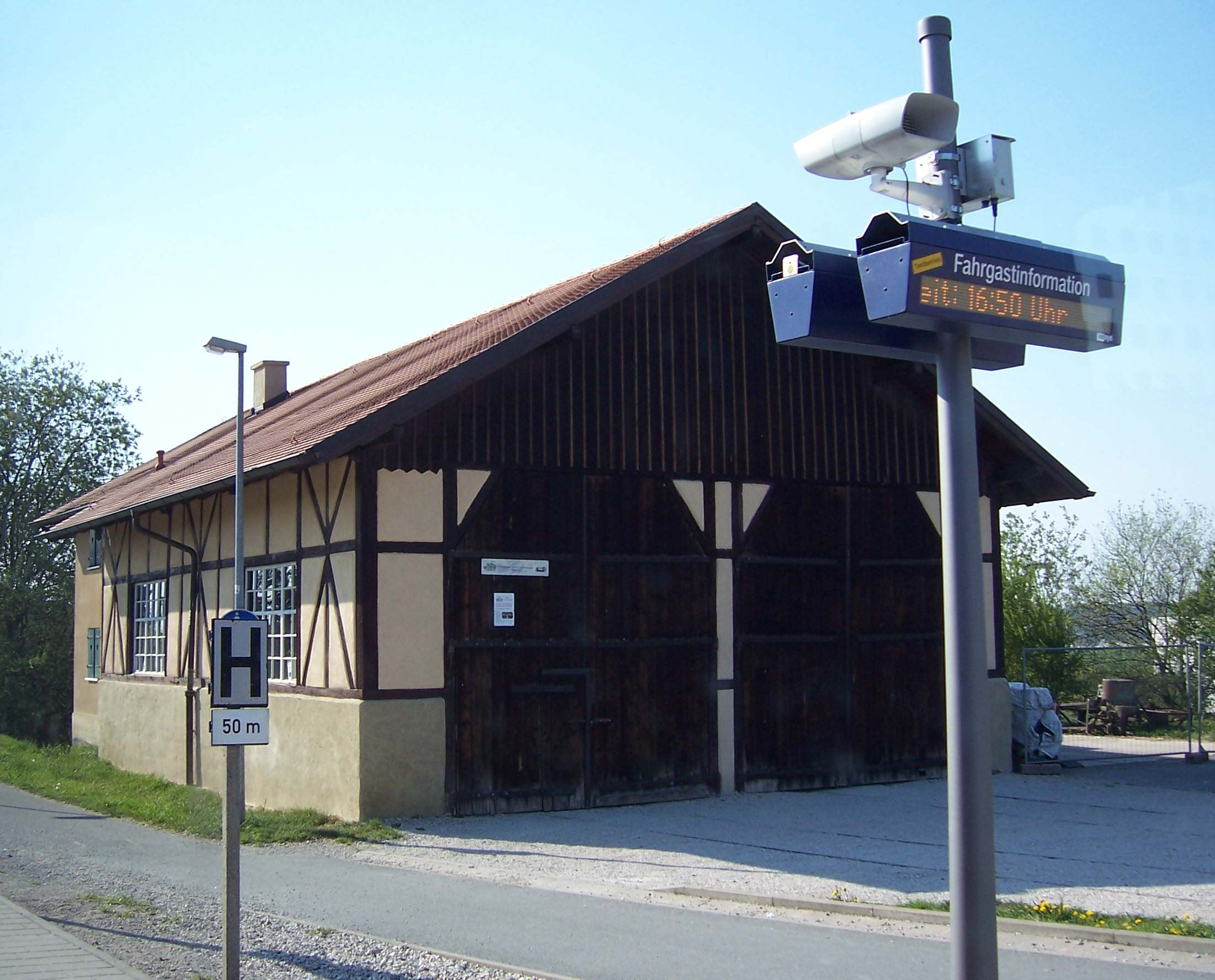
Lokomotivschuppen in Eschenau
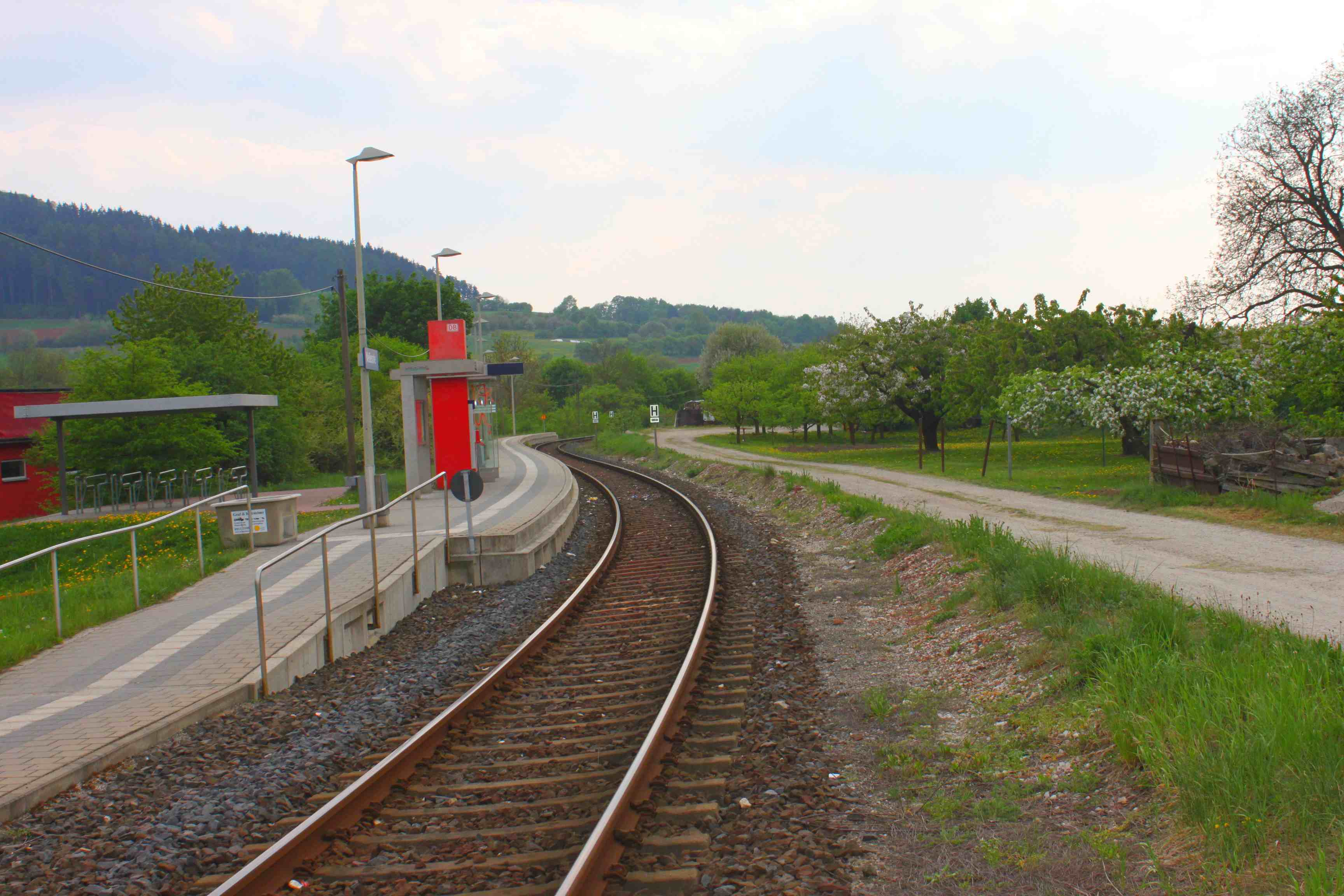
Haltepunkt Weißenohe
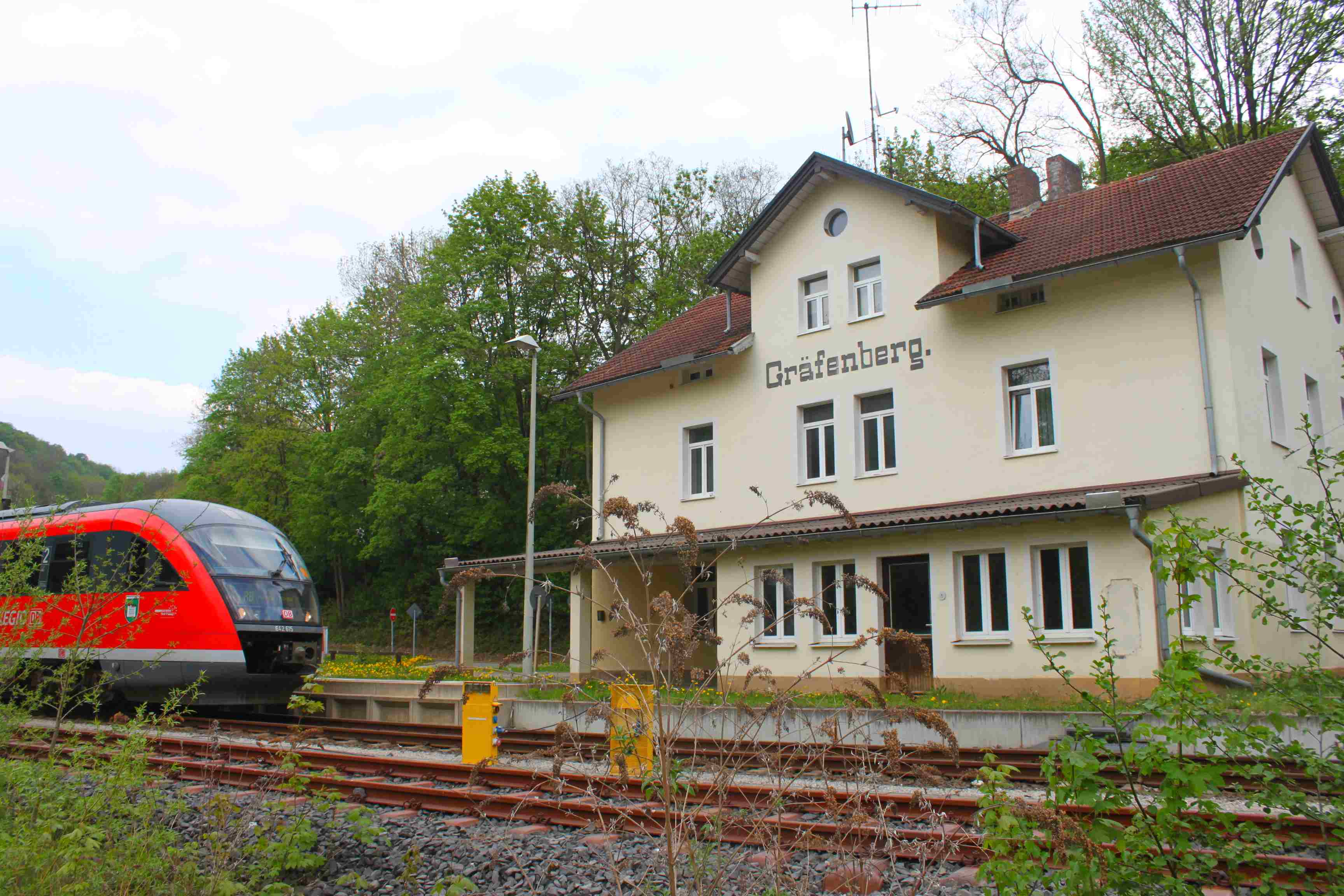
Bahnhof Gräfenberg

### Bahnverkehr

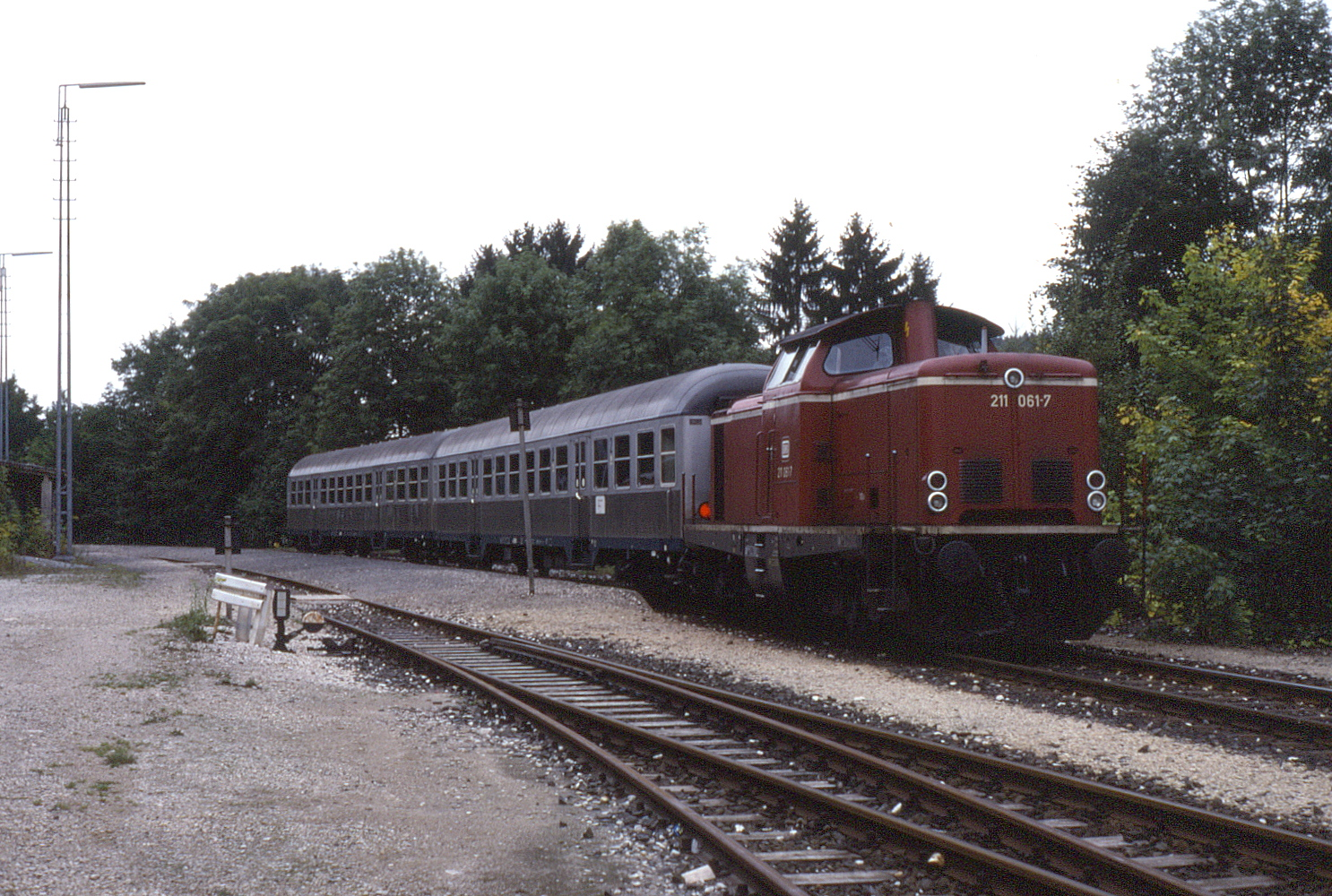
Baureihe 211 mit zwei n-Wagen im Bahnhof Gräfenberg (1991)
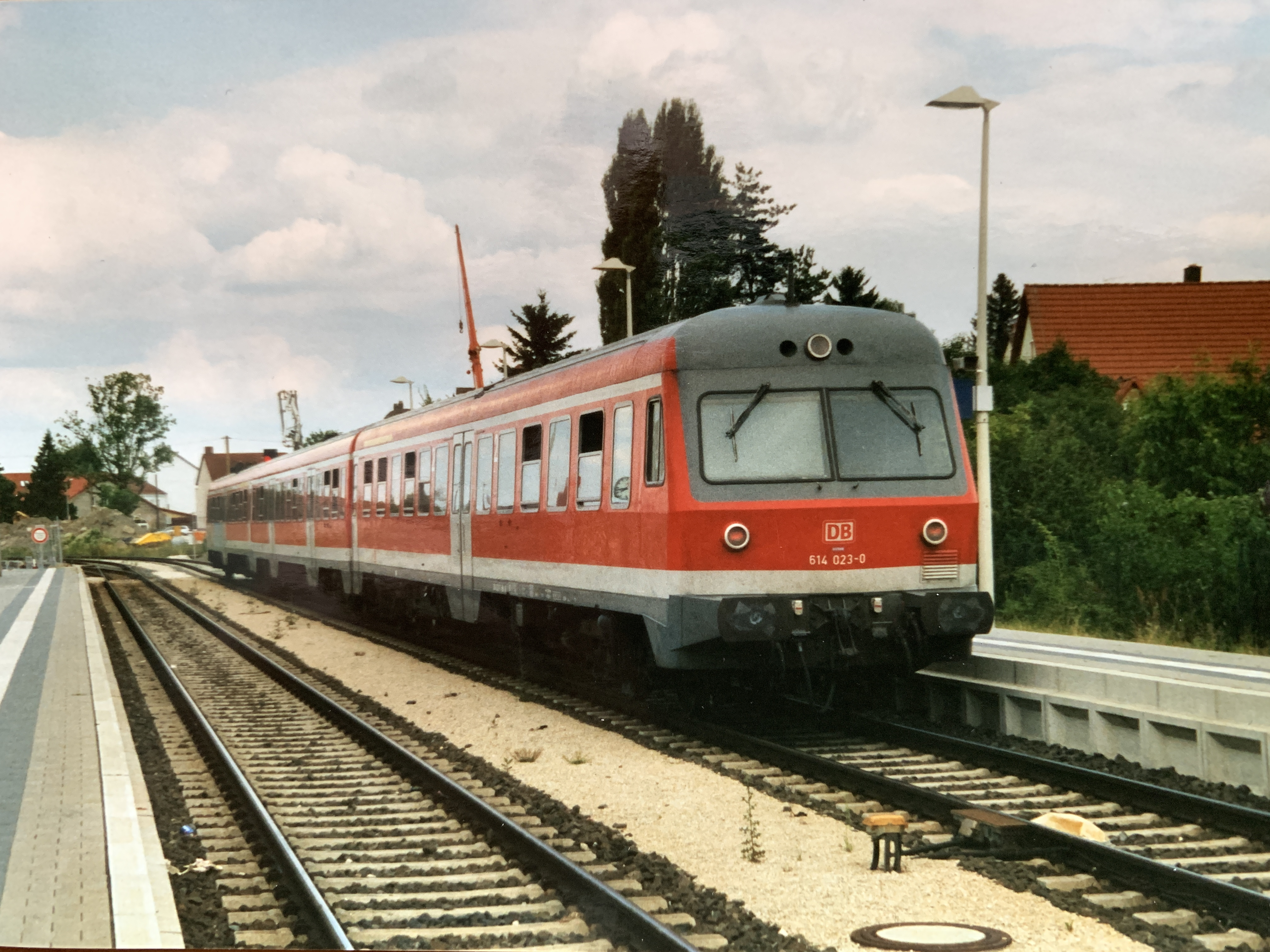
Baureihe 614 im Bahnhof Eschenau (2001)
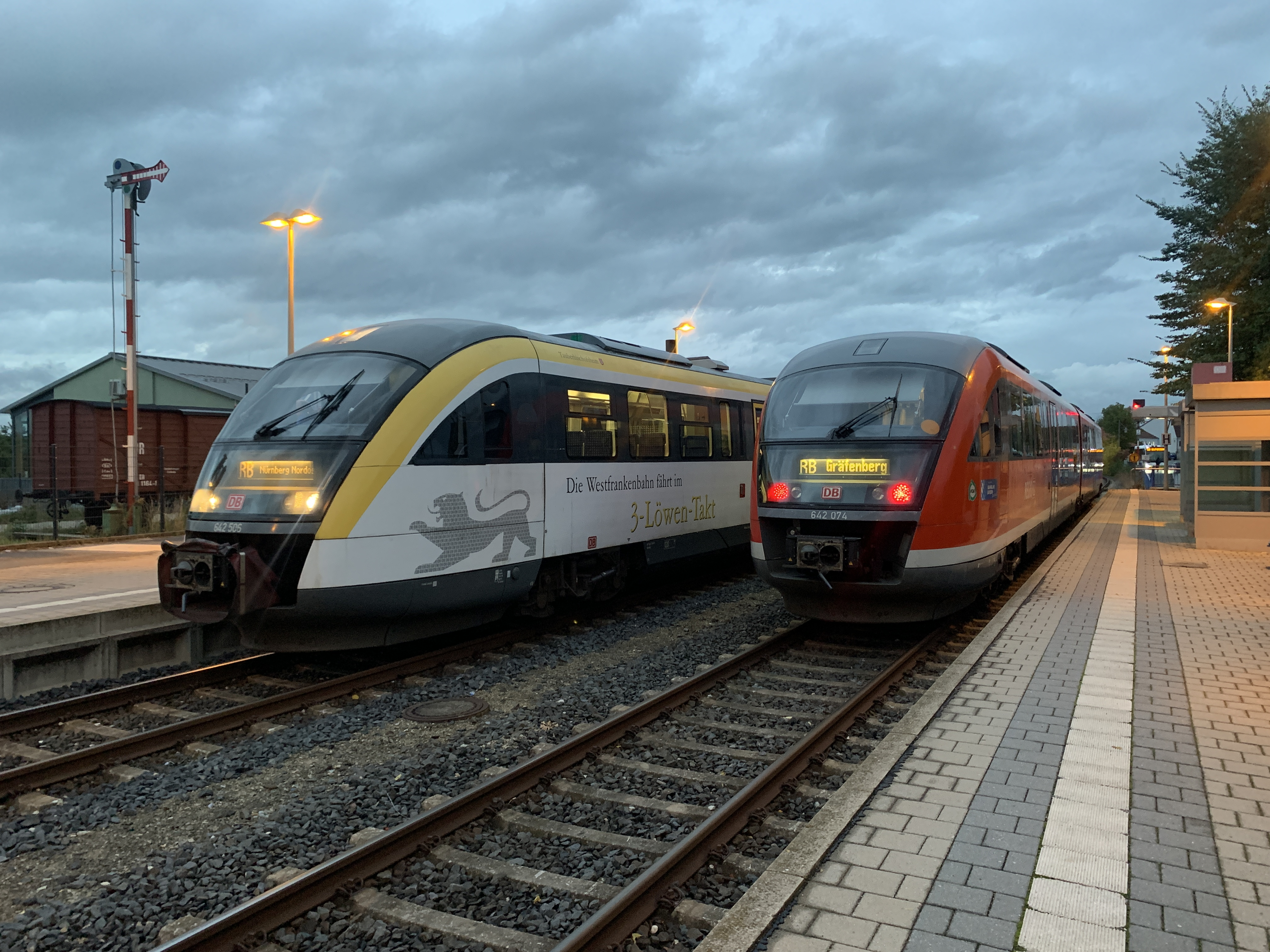
Baureihe 642 in Eschenau (2020)

## Filme
- Hagen von Ortloff: Abschied von der V100. (= Eisenbahn Romantik. Nr. 364). Südwestrundfunk (online auf YouTube [abgerufen am 9. Oktober 2022]).
- Lokalbahn Nürnberg NO–Gräfenberg. In: Schienen zum Nachbarn – Nebenbahnen zwischen Nürnberg und Bamberg. Teil 1. AV-Technik Greger, Erlangen August 1993, min 21:45–41:11 (online auf YouTube [abgerufen am 2. November 2022]).